# Safford (Arizona)
Safford je město v okrese Graham County ve státě Arizona ve Spojených státech amerických.
V roce 2010 zde žilo 9 566 obyvatel. S celkovou rozlohou 22,2 km² byla hustota zalidnění 429,5 obyvatel na km².